# Can Salamaña
Can Salamaña és una obra del municipi de Sant Feliu de Codines (Vallès Oriental) inclosa en l'Inventari del Patrimoni Arquitectònic de Catalunya.

## Descripció
Es tracta d'una casa entre mitgeres. Consta de planta baixa i pis. La coberta és a dues vessants. El portal d'entrada és de pedra amb arc de mig punt adovellat. Al costat del portal hi ha l'entrada d'un túnel que comunica la plaça de la rectoria amb la plaça Umbert Rosàs. L'entrada d'aquest túnel és també de pedra i amb arc de mig punt adovellat. Hi ha dues finestres quadrades amb marc de pedra.

## Història
Aquesta casa, que actualment es coneix com a Can Salamaña, fins fa poc anys formava part de la Casa Rectoral. La casa fou construïda pel rector Joan Matarrodona el segle xvii. Sobre la porta encara es conserva l'escut d'armes d'aquest cognom. En l'escut hi ha representat un pi entre dues lletres: "M" i "R". Fa pocs anys l'edifici va ser adquirit per la família Salamaña, veïna del poble, i d'ací el nou nom.